# Шпанија на Светском првенству у атлетици на отвореном 2023.
Шпанија је учествовала на 19. Светском првенству у атлетици на отвореном 2023. одржаном у Будимпешти од 19. до 27. августа деветнаести пут, односно, учествовала је на свим првенствима до данас. Репрезентацију Шпаније представљало 54 учесника (26 мушкараца и 28 жена) који су се такмичили у 25 дисциплина (12 мушких и 13 женских).,
На овом првенству Шпанија је по броју освојених медаља заузела 3. место са 5 освојених медаља (4 златне и 1 сребрна). У табели успешности према броју и пласману такмичара који су учествовали у финалним такмичењима (првих 8 такмичара) Шпанија је са 10 учесника у финалу заузела 7. место са 55 бодова.
| Плас. | Земља   | 1. место | 2. место | 3. место | 4. место | 5. место | 6. место | 7. место | 8. место | Бр. финал. | Бод. |
| ----- | ------- | -------- | -------- | -------- | -------- | -------- | -------- | -------- | -------- | ---------- | ---- |
| 7.    | Шпанија | 4        | 1        | 0        | 1        | 1        | 2        | 0        | 1        | 10         | 55   |

## Учесници
| Мушкарци: - Адријан Бен — 800 м - Мохамед Атауи — 800 м - Саул Ордоњез — 800 м - Марио Гарсиа — 1.500 м - Адел Мечал — 1.500 м - Мохамед Катир — 1.500 м, 5.000 м - Ouassim Oumaiz — 5.000 м - Thierry Ndikumwenayo — 5.000 м - Тарику Новалес — Маратон - Ајад Ламдасен — Маратон - Ибрахим Чакир — Маратон - Енрике Љопис — 110 м препоне - Серхио Фернандез — 400 м препоне - Данијел Арсе — 3.000 м препреке - Виктор Руиз — 3.000 м препреке - Инаки Канал — 4х400 м - Самуел Гарсија — 4х400 м - Бернат Ерта — 4х400 м - Оскар Усиљос — 4х400 м - Алваро Мартин — 20 км ходање, 35 км ходање - Алберто Амезкуа — 20 км ходање - Дијего Гарсија Карера — 20 км ходање - Мигел Анхел Лопез — 35 км ходање - Марк Тур — 35 км ходање - Хаиме Гвера — Скок удаљ - Јасијел Сотеро — Бацање диска | Жене: - Хаел Бестуе — 100 м, 200 м, 4х100 м - Данијела Гарсија — 800 м - Лорена Мартин — 800 м - Лореа Ибарзабал — 800 м - Естер Гереро — 1.500 м - Марта Перез — 1.500 м - Агеда Маркес — 1.500 м - Meritxell Soler — Маратон - Марта Галимани — Маратон - Fatima Azzahraa Ouhaddou Nafie — Маратон - Марта Серано — 3.000 м препреке - Ирена Санчез-Ескрибано — 3.000 м препреке - Каролина Роблес — 3.000 м препреке - Лусија Кариљо — 4х100 м - Пола Севиља — 4х100 м - Марија Кармен Марко — 4х100 м - Ева Сантидриан — 4х400 м - Херминија Пара — 4х400 м - Лаура Буено — 4х400 м - Барбара Камблор — 4х400 м - Марија Перез — 20 км ходање, 35 км ходање - Антиа Чамоса — 20 км ходање - Кристина Монтесинос — 35 км ходање - Ракел Гонзалез — 35 км ходање - Фатима Диаме — Скок удаљ - Теси Ебосел — Скок удаљ - Мари Винсенте — Скок удаљ, Троскок - Лаура Редондо — Бацање кладива |

## Освајачи медаља (5)

### Злато (4)
- Алваро Мартин — 20 км ходање
- Алваро Мартин — 35 км ходање
- Марија Перез — 20 км ходање
- Марија Перез — 35 км ходање

### Сребро (1)
- Мохамед Катир — 5.000 м

## Резултати

### Мушкарци
| Атлетичар                                           | Дисциплина       | Лични рекорд | Квалификације       | Квалификације | Полуфинале            | Полуфинале           | Финале                | Финале       | Детаљи |
| Атлетичар                                           | Дисциплина       | Лични рекорд | Резултат            | Место         | Резултат              | Место                | Резултат              | Место        | Детаљи |
| --------------------------------------------------- | ---------------- | ------------ | ------------------- | ------------- | --------------------- | -------------------- | --------------------- | ------------ | ------ |
| Адријан Бен                                         | 800 м            | 1:44,18      | 1:45,37 КВ          | 1. у гр. 4    | 1:43,92 КВ            | 2. у гр. 3           | 1:44,91               | 4 / 60 (61)  |        |
| Мохамед Атауи                                       | 800 м            | 1:44,67      | 1:46,65 КВ          | 3. у гр. 5    | 1:44,35 ЛР            | 5. у гр. 1           | Нису се квалификовали | 11 / 60 (61) |        |
| Саул Ордоњез                                        | 800 м            | 1:43,65      | 1:47,97 КВ          | 3. у гр. 3    | 1:44,74               | 3. у гр. 2           | Нису се квалификовали | 16 / 60 (61) |        |
| Марио Гарсиа                                        | 1.500 м          | 3:29,18      | 3:46,77 КВ          | 1. у гр. 2    | 3:34,45 КВ, ЛРС       | 6. у гр. 2           | 3:30,26               | 6 / 58       |        |
| Адел Мечал                                          | 1.500 м          | 3:33,33      | 3:34,35 КВ          | 4. у гр. 1    | 3:37,21               | 9. у гр. 1           | Нису се квалификовали | 9 / 58       |        |
| Мохамед Катир                                       | 1.500 м          | 3:28,76      | 3:34,34 КВ          | 2. у гр. 3    | 3:33,56               | 10. у гр. 1          | Нису се квалификовали | 10 / 58      |        |
| Мохамед Катир                                       | 5.000 м          | 12:45,01     | 13:35,90 КВ         | 1. у гр. 1    |                       |                      | 13:11,44              |              |        |
| Ouassim Oumaiz                                      | 5.000 м          | 13:06,42     | 13:36,35            | 4. у гр. 1    | 13:31,99              | 16 / 43 (44)         |                       |              |        |
| Thierry Ndikumwenayo                                | 5.000 м          | 12:55,47     | 13:34,03            | 9. у гр. 2    | Није се квалификовао  | 9 / 43 (44)          |                       |              |        |
| Тарику Новалес                                      | Маратон          | 2:07:18      |                     |               |                       |                      | 2:12:39 ЛРС           | 21 / 60 (85) |        |
| Ајад Ламдасен                                       | Маратон          | 2:06:25      | 2:12:59             | 22 / 60 (85)  |                       |                      |                       |              |        |
| Ибрахим Чакир                                       | Маратон          | 2:09:16      | 2:13:44             | 24 / 60 (85)  |                       |                      |                       |              |        |
| Енрике Љопис                                        | 110 м препоне    | 13,30        | 13,33(.321) КВ, ЛРС | 2. у гр. 1    | 13,30 =ЛР             | 3. у гр. 2           | Није се квалификовао  | 9 / 43 (45)  |        |
| Серхио Фернандез                                    | 400 м препоне    | 48,87        | 49,26               | 5. у гр. 2    | Није се квалификовао  | Није се квалификовао | Није се квалификовао  | 23 / 41 (43) |        |
| Данијел Арсе                                        | 3.000 м препреке | 8:10,63      | 8:20,46 КВ          | 4. у гр. 1    |                       |                      | 8:18,31               | 9 / 37       |        |
| Виктор Руиз                                         | 3.000 м препреке | 8:16,42      | 8:33,42             | 6. у гр. 3    | Нису се квалификовали | 10 / 37              |                       |              |        |
| Инаки Канал Самуел Гарсија Бернат Ерта Оскар Усиљос | 4 х 400 м        | 3:00,54 НР   | 3:02,64 НРС         | 8. у гр. 1    | Нису се квалификовали | 15 / 16 (17)         |                       |              |        |
| Алваро Мартин                                       | 20 км ходање     | 1:19:14      |                     |               |                       |                      | 1:17:32 СРС, ЛР       |              |        |
| Алберто Амезкуа                                     | 20 км ходање     | 1:19:46      | 1:19:28 ЛР          | 13 / 47 (50)  |                       |                      |                       |              |        |
| Дијего Гарсија Карера                               | 20 км ходање     | 1:18:58      | 1:25:12             | 39 / 47 (50)  |                       |                      |                       |              |        |
| Алваро Мартин                                       | 35 км ходање     | 2:25:35 НР   | 2:24:30 НР, ЛР      |               |                       |                      |                       |              |        |
| Мигел Анхел Лопез                                   | 35 км ходање     | 2:25:58      | 2:29:32             | 12 / 33 (49)  |                       |                      |                       |              |        |
| Марк Тур                                            | 35 км ходање     | 2:29:38      | 2:36:04             | 22 / 33 (49)  |                       |                      |                       |              |        |
| Хаиме Гвера                                         | Скок удаљ        | 8,14         | 7,35                | 5. у гр. А    |                       |                      | Нису се квалификовали | 35 / 37 (39) |        |
| Јасијел Сотеро                                      | Бацање диска     | 64,68        | 55,89               | 16. у гр. Б   | 34 / 35               |                      | Нису се квалификовали |              |        |

### Жене
| Атлетичарка                                                   | Дисциплина       | Лични рекорд | Квалификације      | Квалификације      | Полуфинале            | Полуфинале            | Финале                | Финале       | Детаљи |
| Атлетичарка                                                   | Дисциплина       | Лични рекорд | Резултат           | Место              | Резултат              | Место                 | Резултат              | Место        | Детаљи |
| ------------------------------------------------------------- | ---------------- | ------------ | ------------------ | ------------------ | --------------------- | --------------------- | --------------------- | ------------ | ------ |
| Хаел Бестуе                                                   | 100 м            | 11,10        | 11,28 КВ           | 3. у гр. 2         | 11,25                 | 7. у гр. 2            | Није се квалификовала | 21 / 54 (56) |        |
| Хаел Бестуе                                                   | 200 м            | 22,54        | 22,58 КВ           | 3. у гр. 1         | 22,60                 | 5. у гр. 3            | Није се квалификовала | 13 / 44 (45) |        |
| Данијела Гарсија                                              | 800 м            | 2:00,58      | 2:00,92(.912)      | 7. у гр. 2         | Нису се квалификовале | Нису се квалификовале | Нису се квалификовале | 31 / 56      |        |
| Лорена Мартин                                                 | 800 м            | 2:00,39      | 2:01,25            | 5. у гр. 6         | Нису се квалификовале | Нису се квалификовале | Нису се квалификовале | 36 / 56      |        |
| Лореа Ибарзабал                                               | 800 м            | 1:59,88      | 2:06,33            | 7. у гр. 1         | Нису се квалификовале | Нису се квалификовале | Нису се квалификовале | 55 / 56      |        |
| Естер Гереро                                                  | 1.500 м          | 4:02,41      | 4:04,33 КВ         | 6. у гр. 2         | 4:00,13 ЛР            | 10. у гр. 2           | Нису се квалификовале | 10 / 55 (56) |        |
| Марта Перез                                                   | 1.500 м          | 4:00,12      | 4:01,41 КВ, ЛРС    | 5. у гр. 3         | 4:02,96               | 7. у гр. 1            | Нису се квалификовале | 18 / 55 (56) |        |
| Агеда Маркес                                                  | 1.500 м          | 4:03,78      | 4:06,41            | 8. у гр. 4         | Није се квалификовала | Није се квалификовала | Није се квалификовала | 34 / 55 (56) |        |
| Meritxell Soler                                               | Маратон          | 2:26:37      |                    |                    |                       |                       | 2:34:38               | 27 / 65 (78) |        |
| Марта Галимани                                                | Маратон          | 2:26:14 НР   | 2:37:09 ЛРС        | 38 / 65 (78)       |                       |                       |                       |              |        |
| Fatima Azzahraa Ouhaddou Nafie                                | Маратон          | 2:26:44      | Није завршила трку | Није завршила трку |                       |                       |                       |              |        |
| Марта Серано                                                  | 3.000 м препреке | 9:26,35      | 9:31,82            | 9. у гр. 1         |                       |                       | Нису се квалификовале | 24 / 35      |        |
| Ирена Санчез-Ескрибано                                        | 3.000 м препреке | 9:20,04      | 9:31,97            | 9. у гр. 3         | 25 / 35               |                       | Нису се квалификовале |              |        |
| Каролина Роблес                                               | 3.000 м препреке | 9:24,71      | 9:34,41            | 8. у гр. 2         | 26 / 35               |                       | Нису се квалификовале |              |        |
| Лусија Кариљо Џејл Бесту Пола Севиља Марија Кармен Марко      | 4 х 100 м        | 42,39 НР     | 42,96 НРС          | 6. у гр. 1         | 11 / 16 (17)          |                       | Нису се квалификовале |              |        |
| Ева Сантидријан, Херминија Пара, Лаура Буено, Барбара Камблор | 4 х 400 м        | 3:27,57 НР   | 3:31,91            | 7. у гр. 1         | 15 / 16 (17)          |                       | Нису се квалификовале |              |        |
| Марија Перез                                                  | 20 км ходање     | 1:25:30 НР   |                    |                    |                       |                       | 1:26:51               |              |        |
| Антиа Чамоса                                                  | 20 км ходање     | 1:31:24      | 1:34:20            | 28 / 40 (48)       |                       |                       |                       |              |        |
| Марија Перез                                                  | 35 км ходање     | 2:37:15 НР   | 2:38:40 РСП        |                    |                       |                       |                       |              |        |
| Кристина Монтесинос                                           | 35 км ходање     | 2:45:58      | 2:45:32 ЛР         | 5 / 36 (47)        |                       |                       |                       |              |        |
| Ракел Гонзалез                                                | 35 км ходање     | 2:42:27      | 2:51:53            | 13 / 36 (47)       |                       |                       |                       |              |        |
| Фатима Диаме                                                  | Скок удаљ        | 6,82         | 6,61 кв            | 7. у гр. Б         |                       |                       | 6,82 =ЛР              | 6 / 34 (36)  |        |
| Теси Ебосел                                                   | Скок удаљ        | 6,80         | 6,65 кв            | 5. у гр. А         | 6,62                  | 8 / 34 (36)           |                       |              |        |
| Мари Винсенте                                                 | Скок удаљ        | 6,80         | 6,59               | 9. у гр. Б         | Нису се квалификовале | 16 / 34 (36)          |                       |              |        |
| Мари Винсенте                                                 | Троскок          | 14,21        | 14,13              | 7. у гр. А         | Нису се квалификовале | 13 / 36               |                       |              |        |
| Лаура Редондо                                                 | Бацање кладива   | 72,00 НР     | 66,95              | 15. у гр. А        | Нису се квалификовале | 29 / 35 (36)          |                       |              |        |